# Castelo de Trémazan

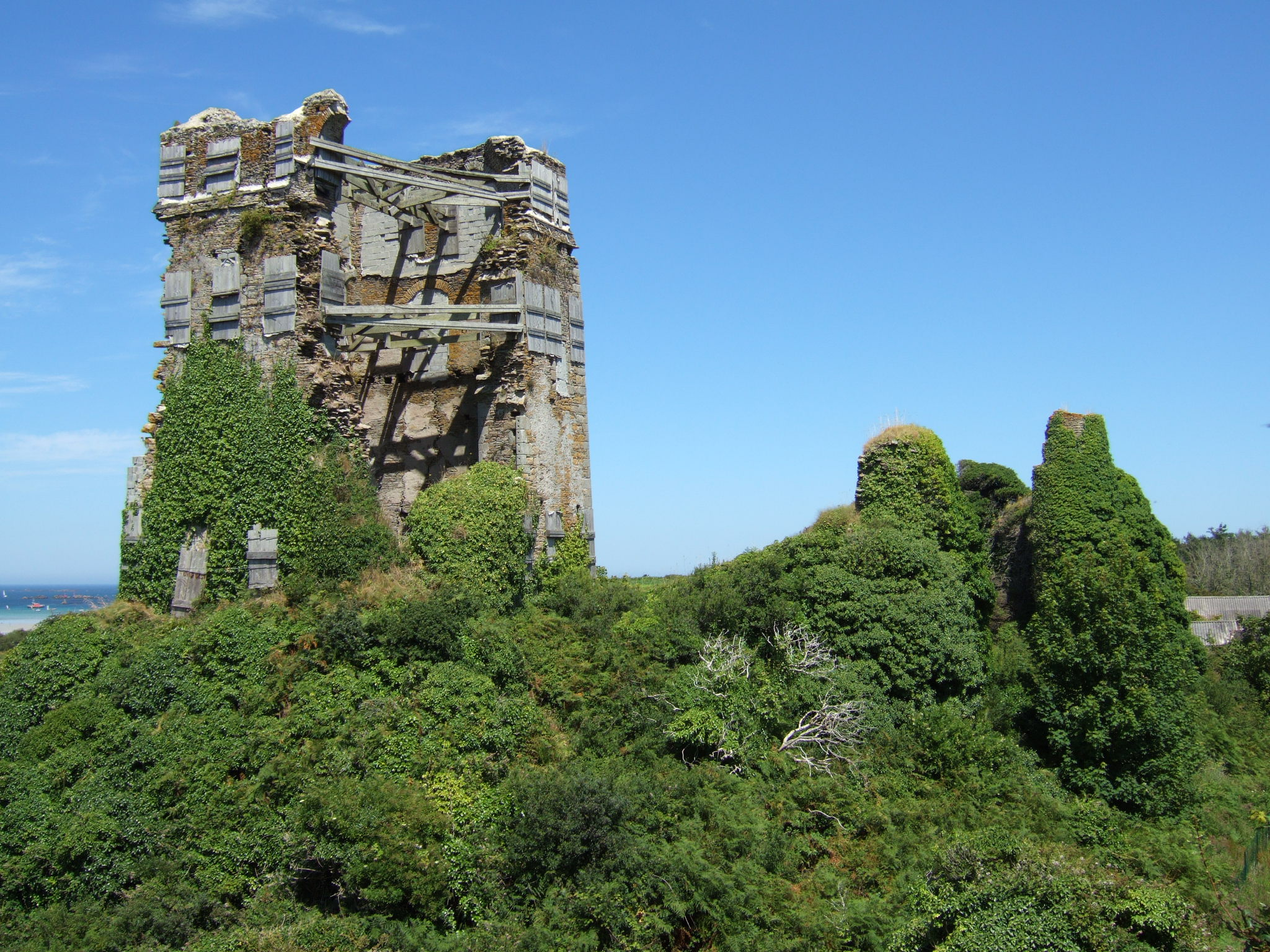
Ruínas do castelo de Trémazan.

O castelo de Trémazan é um conjunto de ruínas na comuna de Landunvez no Departamentos da França de Finistère na França. Fica em nível abaixo da rodovia litorânea, não visível do mar.

## Arquitetura
Trata-se de uma bela construção Idade Média, construído sobre uma afloramento rochoso, tem uma torre de menagem quadrada, a qual, depois de um colapso parcial no inverno de 1995, expôs seu interior revelando uma habitável torres com quatro andares, cada uma com uma câmara.

## História
A história de Trémazan é muito relacionada com a da família du Chastel (ou Châtel). Foram eles que o construíram e fizeram dele a residência principal por muitos séculos. As origens dessa dinastia ainda estão envoltas em brumas de mistério, mas com o passar do tempo, os Chastel se tornaram muito poderosos. Tornaram-se bem considerados dentro da aristocracia da Bretanha, sendo uma das quatro famílias mais importantes sob o Visconde de León (Normandia). Um antigo dito caracteriza León como "antiquité de Penhoët, vaillance du Chastel, richesse de Kermavan et chevalerie de Kergounadeac'h" (antiguidade de Penhoët, bravura de Chastel, riqueza de Kermavan e cavalaria (de cavalheiro) de Kergounadeac'h). Porém, ao final do século XVI, todos do ramo mais velho da família haviam morrido sem deixar herdeiros.
O atual castelo remete aos séculos XIII e XIV, sendo que foi construído nas ruínas de um castelo que existia desde o século VI. Conforme uma lenda, Tanneguy du Chastel, fundador da Abadia de Saint-Mathieu, aí nasceu. A construção passou a ser um castelo de pedra por volta do século X. Em 1220 foi destruído durante uma guerra contra o Ducado da Bretanha e, trinta anos depois, foi reconstruído por Bernard du Châtel. Foi vendido para ser uma propriedade nacional logo depois da Revolução Francesa e abandonado ainda no século XVIII. Além da torre de menagem do século XII, ainda se mantém erguidos algumas torres e o pátio interno datando dos séculos XIII a XV.

## SOS Château de Trémazan
Atualmente, uma entidade sem fins lucrativos, a S.O.S Château de Trémazan vem tentando preservar o castelo e ampliar os conhecimentos sobre seu passado. Assim, amostras de vigas de madeira vem sendo testadas por Dendrocronologia para datar corretamente a construção.
Até que se consigam mais fundos para a restauração, a associação SOS Château de Trémazan vem tentando financiar a instalação de um sistema temporário de proteção para evitar o desabamento das estruturas do castelo. Essas ruínas são consideradas desde 1926 como um Monumento histórico pelo Ministério de Cultura da França.